# Villa Nueva, San Juan Lalana
Villa Nueva är en ort i Mexiko.   Den ligger i kommunen San Juan Lalana och delstaten Oaxaca, i den sydöstra delen av landet, 400 km sydost om huvudstaden Mexico City. Villa Nueva ligger 132 meter över havet och antalet invånare är 446.
Terrängen runt Villa Nueva är platt åt nordost, men åt sydväst är den kuperad. Runt Villa Nueva är det ganska glesbefolkat, med 23 invånare per kvadratkilometer. Närmaste större samhälle är San José Río Manzo, 7,6 km nordväst om Villa Nueva. Omgivningarna runt Villa Nueva är en mosaik av jordbruksmark och naturlig växtlighet.